# Seyhan
Seyhan là một huyện thuộc tỉnh Adana, Thổ Nhĩ Kỳ. Huyện có diện tích 502 km² và dân số thời điểm năm 2007 là 1007992 người, mật độ 2008 người/km².